# Honeywell TPE331

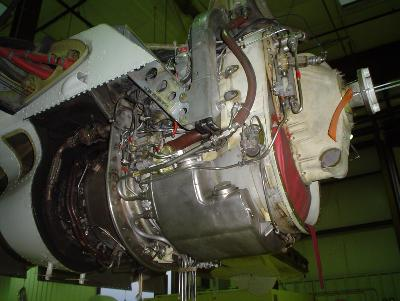
Turboprop-Triebwerk TPE331

Die Honeywell TPE331 (auch: Garrett TPE331, militärische Bezeichnung: T76) ist ein Turboprop-Triebwerk, das vom US-amerikanischen Hersteller Garrett AiResearch entwickelt wurde. Es war die erste Turbine dieses Herstellers für Antriebszwecke in der Luftfahrt und basierte auf Erfahrungen mit Gasturbinen als Hilfstriebwerke. Die Zulassung erfolgte im Februar 1965 mit zunächst 451 eKW. Bis heute wurden über 12.700 Einheiten gefertigt.
Das Triebwerk wird heute von Honeywell für Umrüstkits der De Havilland Canada DHC-2, De Havilland Canada DHC-3 und der Short Skyvan produziert. Ein Einbau in die Antonow An-2 wird derzeit erprobt. Sie diente auch als Grundlage für das Honeywell TFE731.

## Versionen
- T76-G-420: 776 kW
- TPE 331: 429 kW
- TPE 331-2: 525 kW
- TPE 331-3: 617 kW
- TPE 331-5/6/8: 529 kW
- TPE 331-10U: 662 kW
- TPE 331-11U: 735 kW
- TPE 331-12U: 809 kW
- TPE 331-14: 919 kW
- TPE 331-15: 1209 kW

## Technische Daten
- Länge: 1092–1168 mm
- Breite 533 mm
- Höhe: 660 mm
- Gewicht (TPE331-3): 161 kg
- Leistung (TPE331-3): 529 kW
- Verdichter: 2 Stufen, radial
- Brennkammer: 1 ringförmig
- Turbine: 3 Stufen, axial

## Verwendung
- Cessna 208B Grand Caravan (Supervan 900)
- Cessna 441 Conquest II
- Grumman S-2T und S-2AT
- Short Tucano T1
- Short Skyvan
- De Havilland Canada DHC-2
- de Havilland Canada DHC-3
- Dornier 228
- North American OV10 (Bronco)
- General Atomics MQ-9
- Mitsubishi MU-2
- Turbo Commander